# Aerfer Sagittario 2
Aerfer Sagittario 2 – włoski eksperymentalny odrzutowy samolot myśliwski z okresu po II wojnie światowej. Pierwszy włoski samolot, którzy przekroczył barierę dźwięku.

## Historia
Samolot został skonstruowany przez Sergio Stefanuttiego, jako samolot odrzutowy z silnikiem truboodrzutowym. Był to średniopłatowiec o konstrukcji całkowicie metalowej. Samolot otrzymał nazwę Sagittario (pol. Strzelec).
Prototyp samolotu został zbudowany w 1956 roku w wytwórni Industrie Meccaniche Aeronautiche Meridionali AERFER i w dniu 19 maja 1956 roku wykonano jego oblot. Następnie został skierowany do jednostki eksperymentalnej lotnictwa włoskiego, gdzie przeprowadzano dalsze próby lotnicze. W czasie tych prób w dniu 4 grudnia 1956 roku samolot ten w locie nurkowym z wysokości 13 725 m przekroczył barierę dźwięku osiągając prędkość 1,1 Ma, jako pierwszy samolot w lotnictwie włoskim.
Po licznych próbach zrezygnowano z dalszej produkcji tego samolotu, a jego konstrukcja stała się podstawę budowy kolejnych włoskich samolotów odrzutowych. 

## Użycie w lotnictwie
Prototypów samolotu Aerfer Sagittario używano tylko do prób fabrycznych i prób w jednostce eksperymentalnej lotnictwa włoskiego. 
Po wycofaniu go z eksploatacji został on umieszczony w Muzeum Historii Lotnictwa Wojskowego w Vigna di Valle (gm. Bracciano).

## Opis techniczny
Samolot Aerfer Saagittario 2 był średniopłatem o konstrukcji całkowicie metalowej. 
W kadłubie w przedniej części umieszczono silnik turboodrzutowy, a za nim jednoosobową kabinę pilota. W kadłubie umieszczono uzbrojenie w postaci dwóch działek kal. 30 mm.
Podwozie trójpodporowy, chowane w locie. 
Napęd stanowiły silnik turboodrzutowy o ciągu 17,8 kN.